# حبيل فضل

تعديل مصدري - تعديل

حبيل فضل هي إحدى قرى عزلة القارة بمديرية رصد التابعة لمحافظة أبين، بلغ تعداد سكانها 161 نسمة حسب تعداد اليمن لعام 2004.